# فيليب الكسندر
فيليب الكسندر (بالإنجليزية: Phillip Alexander)‏ هو لاعب كرة قدم أمريكية أمريكي، ولد في 1 يونيو 1983 في سانت لويس في الولايات المتحدة.